# Lago Bonneville

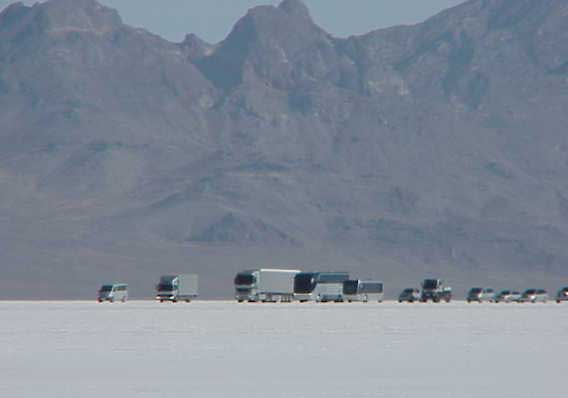
Paisaje que inundó el lago Bonneville.

El lago Bonneville fue un lago endorreico prehistórico que cubrió gran parte de la Gran Cuenca Endorreica de Norteamérica, en su mayoría en el actual estado de Utah, y también en Idaho y Nevada. Se formó hace 32 000 años y pervivió hasta hace 16 800 años, cuando sus aguas se abrieron paso a través de un collado (Red Rock Pass) y provocaron el vaciado abrupto del lago. Esta peculiar historia geológica es el origen de muchas de las características geomorfológicas de la Gran Cuenca, como la presencia de playas a lo largo de la antigua costa del lago, ahora colgadas en el relieve a unos 1555 m de altitud. Estas fueron descritas en detalle a partir de los trabajos de Gilbert, en 1890.
El lago tuvo una profundidad de 305 m y una superficie de 50 999,5 km².